# 斯潘塞鎮區 (印地安納州迪卡爾布縣)
斯潘塞鎮區（英語：Spencer Township）是位於美國印地安納州迪卡爾布縣的一個行政鎮區。

## 地方資料
根據2010年美國人口普查的數據，斯潘塞鎮區的面積為46.60平方千米，當中陸地面積為46.20平方千米，而水域面積為0.40平方千米。當地共有人口1233人，而人口密度為每平方千米26.46人。